# Konrad Rossberg
August Hermann Konrad Rossberg, auch Konrad Roßberg (* 20. Januar 1846 in Torgau; † 30. Mai 1921 in Hildesheim) war ein deutscher Lehrer und Altphilologe.

## Leben
Er war ein Sohn des Unteroffiziers (der in Torgau stationierten 4. Artillerie-Brigade) Johann Gottlieb R. und von Johanna Juliana Amalia geb. Baumberger. Nach der Schulausbildung absolvierte Rossberg ein Studium der Alten Sprachen in Halle (Saale), wo er Mitglied des Corps Neoborussia war. In der Folge wirkte er bis zu seiner Pensionierung als Gymnasialprofessor in Hildesheim.
Roßberg war Autor (auch Übersetzer/Herausgeber) zahlreicher Beiträge zur lateinischen und griechischen Sprache.

## Veröffentlichung
- De praepositionum graecarum in charlis aegyptiis Ptolemaecorum aetis usu. Dissertatio philologia, etc. …
- In Dracontii carmina minora et Orestis quae vocatur tragoediam observationes criticae.
- Materialien zu einem Commentar über die Orestis Tragoedia des Oracontius.
- De Dracontio et Orestis quae vocatur tragoediae auctore eorundum poetarum Vergilii, Ovidii, Lucani, Statii, Claudiani imitatoribus. 1880.
- (Hrsg.): Marcus Tullius: Ciceros Reden über den Oberbefehl des Cn. Pompeius und für L. Murena.
- Deutsche Lehnwörter in alphabetischer Anordnung. 1881.
- Ein mittelalterlicher Nachahmer des Lucanus. In: Rheinisches Museum für Philologie. Band 38, 1883, S. 152–154.
- (Hrsg.): Thiofridus Epternacensis Vita Willibrordi metrica. Leipzig 1883.
- Zu Manilius. In: Jahrbücher für Classische Philologie. Band 35, Nr. 39, 1889, S. 705–719.
- Zu Manilius (Fortsetzung). In: Jahrbücher für Classische Philologie. Band 38, Nr. 45, 1892, S. 74–79.
- (Hrsg.): Xenophons Hellenika …. Münster 1896.
- (Hrsg.): Ciceros Divinatio in Q. Caecilium …. Münster 1899.